# Concepción de salud en Psicología cognitivo-conductual

## Concepto de salud desde la Teoría Cognitivo Conductual
La concepción de salud en la terapia cognitivo conductual se adhiere al abordaje multidisciplinario, concibiendo al individuo como un ser bio-psico-social. Desde su concepción el aporte de la psicología a la salud de las personas debe estar encaminado desde la psicoeducación, la modificación de conductas “patológicas”, basándose en los principios de aprendizaje e investigación, fortalecimiento de hábitos y habilidades sociales que permitan al hombre una participación más activa en su vida.
Actualmente se han documentado ciertas enfermedades que están estrechamente relacionados con los hábitos de las personas, por ejemplo el tabaquismo y sus consecuencias, la ansiedad, el manejar mal y el aumento de accidentes de tránsito, entre otros. La psicoterapia cognitiva-conductual (TCC) intenta mediante la modificación de estas conductas evitar las consecuencias nocivas para la salud.Las terapias del comportamiento no aceptan problemas psicológicos en términos de "enfermedades" causadas por defectos en las primeras etapas del desarrollo de la personalidad.El comportamiento final no es sustituto de un conflicto, ni expresión inconsciente de un deseo reprimido, sino una respuesta aprendida que tiene consecuencias perjudiciales para el paciente o para su medio, independientemente de la forma como se aprendió.
Para lograr una mejora, se parte del concepto de conducta, entendida como todo lo que una persona hace, dice, sus funciones orgánicas, reacciones emocionales, y su pensamiento. "...Hablamos de conducta para referirnos a toda actividad desarrollada por un organismo vivo. De hecho, incluye todos y cada uno de los cambios que pueden ocurrir en un organismo o en cualquier parte de él.". Es decir refiere a lo estrictamente observable y a lo sucedido dentro del organismo, estas últimas entendidas como “conductas privadas”.
Cuando la conductas se mantienen con cierta regularidad o coherencia en el tiempo, se dice que se ha desarrollado el hábito, siendo este “un estilo regular de comportamiento, un modo de actuar, pensar o sentir en ciertas situaciones”. Desde el momento en que nacemos se comienzan a desarrollar patrones de conducta, se adquieren valores éticos, morales, creencias políticas, religiosas que irán gestando lo que se conoce como nuestra personalidad. La forma en que vamos adquiriendo esos hábitos, que gestarán nuestra personalidad es mediante el aprendizaje. Por qué aprendemos ciertos hábitos y no otros dependerán de nuestra herencia genética, nuestra inclusión en el medio e interacción con él, la influencia de nuestra familia, amigos, cultura y generación. 
Otro punto importante que moldea nuestra personalidad es nuestro sistema de pensamiento, el cual refleja nuestra forma de interpretación del mundo. Es un conjunto de creencias, supuestos y reglas subyacentes que por lo general no nos son plenamente conocidas. 
Con el análisis de los procesos de aprendizaje, se ha podido comprender la forma de adquisición de nuevos hábitos, estos modelos son principalmente: condicionamiento operante, condicionamiento clásico, aprendizaje imitativo y el aprendizaje cognitivo.
El cambio conductual se haya mediado por las actividades cognitivas. Es decir, la identificación y la alteración sistemática de aspectos cognitivos desadaptativos producirá los cambios conductuales deseados.

### Conductas "Patólogicas"
Los mecanismos de aprendizaje son los mismos sin importar qué tipo de conducta se está aprendiendo, la diferencia se da en los individuos, sus estilos de pensamiento, sus experiencias y sus formas de asimilar.
De acuerdo a Roger Topy el aprendizaje constituye un cambio en la conducta relativamente permanente que ocurre como resultado de la experiencia. De esta forma una persona puede aprender conductas beneficiosas que le favorezcan, (ayuden a relacionarse, a defenderse, a adaptarse a ciertos ámbitos, entre otros) y conductas inadaptadas o inconvenientes para sí mismo, que Alberto Chertok denomina como “patológicas”. El origen de estas es principalmente explicado por la influencia de ideas y creencias irracionales, es decir que no se adaptan a los hechos o los contradice. En conclusión, la validez de una creencia dependerá del grado en que refleja la realidad.
La adopción de estas conductas patológicas alejaría al individuo de un estado de salud bio-psico-social. Por ende, la corriente cognitiva-conductual se propone la re-educación de las mismas, con el objetivo de que el individuo las reconozca como nocivas para sí mismo y pueda modificarlas.
Albert Ellis propone un sistema didáctico “El ABC de la perturbación emocional” en dónde explica el proceso que lleva a una persona a experimentar ciertas conductas desatadas por una previa. En el punto A, tiene lugar un acontecimiento determinado, por ejemplo la persona recibe un llamado de un sanatorio, en el punto C la persona siente miedo, nervios, angustia y no puede contestar. Lo que desata esta conducta del punto C, es lo acontecido en el punto B es decir la interpretación que la persona hace de ese llamado, en este caso puede haber creído que algún familiar tuvo un accidente. Es decir, el punto B es lo que la persona piensa o siente respecto a un hecho en el punto A. 
La conclusión sería que, interpretaciones erróneas de un hecho, avaladas por ideas irracionales pueden generar conductas equivocadas. Si este tipo de interpertaciones se vuelve reiterativo, la persona estaría teniendo una conducta irracional, es decir, patólogica. 
Por ejemplo, una idea irracional, de acuerdo con Ellis podría ser "Una necesidad extrema para el ser humano adulto es ser amado y aprobado por prácticamente cada persona significativa de la sociedad", esta idea generará en la persona la necesidad de ser agradable y simpática con todos, pudiendo traducirse en una actitud excesivamente servicial con los demás para ganarse su estima, pudiendo convertirse así en una persona insegura y molesta para los demás que por el contrario evitarán acercarse a ella generando en la persona una enorme frustración y angustia, que en última instancia es consecuente de una idea irracional.

### Consideraciones acerca del tratamiento
La intervención de TCC se da en la base de tres estrategias en conjunto y simultáneas, estas son:
- evolución del caso
- intervención
- seguimiento

La corriente cognitiva conductual intenta eliminar los pensamientos irracionales que provocan conductas patológicas y perjudican la salud del individuo.
Consideraciones generales:
- La mayor parte de la conducta anormal es adquirida y mantenida de acuerdo con los mismos principios que la conducta normal. Es decir que no son diferentes cualitativamente por lo que la conducta desadaptativa puede ser sustituida por una adaptativa.
- La mayor parte de la conducta anormal puede ser modificada a través de la aplicación de los principios de aprendizaje social.
- La evaluación de la conducta es continua y se enfoca sobre los determinantes actuales de la conducta. Esta tendencia a centrarse en los determinantes actuales más que en los históricos fue tomando una visión superficial y limitante por los críticos de esta corriente, más queda subventado por los modelos diacrónicos y por la importancia de saber las cadenas de reforzamientos que condicionaron la conducta estudiada. Ahora, es cierto que la terapia va dirigida a la conducta desadaptativa la cual no es tomada como la resultante de procesos intrapsíquicos inconscientes. Es decir que el problema es la conducta anormal y no el supuesto problema subyacente, aunque esto para Kazdin (1982) no significa que se rechacen los estados internos.
- Se pueden utilizar coterapeutas tales como padres o maestros para corregir la conducta problema in sito.
- El tratamiento debe evaluarse en función del criterio fundamental, que es en esencia el cambio de la conducta manifiesta.
- Los métodos de tratamiento deben ser especificados con precisión replicables y evaluables objetivamente. El tratamiento se especifica en función de los términos objetivos que ayudan a la evaluación de la conducta, como de la evaluación experimental del tratamiento, con perspectivas a facilitar posibles replicaciones. Además las estrategias del tratamiento son adaptadas a los diferentes problemas de los individuos que ya de por sí son diferentes entre ellos.
- La confianza en la investigación psicológica básica como fuente de hipótesis sobre el tratamiento y técnicas terapéuticas específicas.
- Especificidad en la definición, tratamientos y medida de los problemas-objetivos en la terapia que son contratados y no impuestos arbitrariamente por el terapeuta.

El término de enfermedad mental excepto en los casos de deterioro orgánico o fisiológico diagnosticado, es incorrecto conductualmente hablando.
Para la modificación de la conducta, una persona está sana si produce las respuestas adaptativas o normales esperadas para cierta edad y cierta situación dadas. Una conducta normal sería una que se presente en la mayoría de la población de una cultura en particular en donde ha crecido la persona y sea esperable dependiendo de las variables que la afecten (edad, sexo, educación, situación social). 
Una persona es sana mentalmente si puede dar conductas adaptativas ante las exigencias del medio que lo rodea.
El mètodo experimental que caracteriza a la psicología conductista se aplica tanto a la investigación- procurando establecer leyes generales del comportamiento- como a la modificación de hábitos perjudiciales e inconvenientes, como se acaba de presentar.
En conclusión, el objetivo de la terapia es primero analizar el trastorno para ver cuáles son los factores que lo están manteniendo, y luego sustituir la conducta neurótica por hábitos más convenientes (reaprendizaje activo). Si el problema es, por ejemplo, la inhibición social, pensamos que el paciente adquirió su inhibición mediante un proceso de aprendizaje, y que en el momento actual existen determinados factores que están manteniendo el problema. El análisis de los factores responsables de la subsistencia actual del trastorno es un proceso complejo -el análisis funcional de la conducta-. Como resultado de este análisis se elabora una estrategia terapéutica en donde el psicólogo establece una hipótesis y una serie de programas de conducta que deberá modificar el paciente, asumiendo así la responsabilidad de su propia mejoría y evolución mejorando sus hábitos, para así más tarde realizar la evaluación de este programa. La terapia culmina cuando se supera el motivo que impulsa la conducta determinada y por ende esa conducta cambia ya que no tiene argumentos de existencia para el paciente.